# Temporada 1980-81 de los Dallas Mavericks

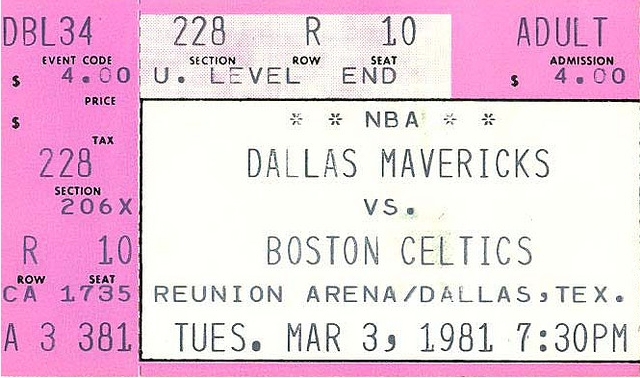
Ticket del partido entre Dallas Mavericks y Boston Celtics de la temporada 1980-1981

La temporada 1980-81 fue la primera de los Dallas Mavericks en la NBA, tras la expansión de la liga esa temporada, ampliando el número de equipos a 23. La temporada regular acabó con 15 victorias y 67 derrotas, ocupando el duodécimo  y último puesto de la conferencia Oeste, no logrando clasificarse para los playoffs.

## Draft de expansión
| Jugador            | Posición  | Equipo                 |
| ------------------ | --------- | ---------------------- |
| Del Beshore        | Base      | Chicago Bulls          |
| Winford Boynes     | Escolta   | New Jersey Nets        |
| Alonzo Bradley     | Alero     | Houston Rockets        |
| Mike Bratz         | Base      | Phoenix Suns           |
| Marty Byrnes       | Alero     | Los Angeles Lakers     |
| Austin Carr        | Escolta   | Cleveland Cavaliers    |
| Jim Cleamons       | Base      | Washington Bullets     |
| Terry Duerod       | Escolta   | Detroit Pistons        |
| Jack Givens        | Escolta   | Atlanta Hawks          |
| Joe Hassett        | Escolta   | Indiana Pacers         |
| Geoff Huston       | Base      | New York Knicks        |
| Abdul Jeelani      | Alero     | Portland Trail Blazers |
| Jeff Judkins       | Alero     | Boston Celtics         |
| Arvid Kramer       | Pívot     | Denver Nuggets         |
| Tom LaGarde        | Pívot     | Seattle SuperSonics    |
| Bill McKinney      | Base      | Kansas City Kings      |
| Wiley Peck         | Escolta   | San Antonio Spurs      |
| Bingo Smith        | Escolta   | San Diego Clippers     |
| Jim Spanarkel      | Escolta   | Philadelphia 76ers     |
| Raymond Townsend   | Base      | Golden State Warriors  |
| Richard Washington | Ala-Pívot | Milwaukee Bucks        |
| Jerome Whitehead   | Pívot     | Utah Jazz              |

## Elecciones en elDraft
| Ronda | Puesto | Jugador         | Posición  | Nacionalidad   | Universidad |
| ----- | ------ | --------------- | --------- | -------------- | ----------- |
| 1     | 11     | Kiki Vandeweghe | Alero     | Estados Unidos | UCLA        |
| 3     | 57     | Dave Britton    | Escolta   | Estados Unidos | Texas A&M   |
| 5     | 103    | Darrell Allums  | Ala-Pívot | Estados Unidos | UCLA        |
| 8     | 169    | Clarence Kea    | Ala-Pívot | Estados Unidos | Lamar       |

## Temporada regular
| División Medio Oeste | División Medio Oeste | División Medio Oeste | División Medio Oeste | División Medio Oeste | División Medio Oeste | División Medio Oeste | División Medio Oeste | División Medio Oeste |
| Equipo               | G                    | P                    | %                    | PD                   | Casa                 | Fuera                | Div                  |                      |
| -------------------- | -------------------- | -------------------- | -------------------- | -------------------- | -------------------- | -------------------- | -------------------- | -------------------- |
| y-San Antonio Spurs  | 52                   | 30                   | .634                 | –                    | 34–7                 | 18–23                | 21–9                 |                      |
| x-Kansas City Kings  | 40                   | 42                   | .488                 | 12.0                 | 24–17                | 16–25                | 19–11                |                      |
| x-Houston Rockets    | 40                   | 42                   | .488                 | 12.0                 | 25–16                | 15–26                | 19–11                |                      |
| Denver Nuggets       | 37                   | 45                   | .451                 | 15.0                 | 23–18                | 14–27                | 13–17                |                      |
| Utah Jazz            | 28                   | 54                   | .341                 | 24.0                 | 20–21                | 8–33                 | 13–17                |                      |
| Dallas Mavericks     | 15                   | 67                   | .183                 | 37.0                 | 11–30                | 4–37                 | 5–25                 |                      |

## Estadísticas
| Rk | Jugador            | Edad | P  | PT | MP   | TC  | TCI  | %TC  | T3  | T3I | %T3  | TL  | TLI | %TL  | RO  | RD  | RT  | AS  | RB  | TAP | BP  | FP  | PTS  |
| -- | ------------------ | ---- | -- | -- | ---- | --- | ---- | ---- | --- | --- | ---- | --- | --- | ---- | --- | --- | --- | --- | --- | --- | --- | --- | ---- |
| 1  | Geoff Huston       | 23   | 56 |    | 33.8 | 6.9 | 14.1 | .488 | 0.0 | 0.1 | .250 | 2.3 | 3.3 | .692 | 0.6 | 1.2 | 1.8 | 4.9 | 0.8 | 0.1 | 2.6 | 2.0 | 16.1 |
| 2  | Tom LaGarde        | 25   | 82 |    | 32.6 | 5.1 | 10.8 | .470 | 0.0 | 0.0 |      | 3.5 | 5.4 | .649 | 2.2 | 6.0 | 8.1 | 2.9 | 0.4 | 0.5 | 2.5 | 3.6 | 13.7 |
| 3  | Scott Lloyd        | 28   | 72 |    | 30.4 | 3.4 | 7.6  | .448 | 0.0 | 0.0 | .000 | 2.0 | 2.8 | .717 | 2.2 | 4.1 | 6.3 | 2.2 | 0.5 | 0.3 | 2.0 | 3.7 | 8.8  |
| 4  | Brad Davis         | 25   | 56 |    | 30.1 | 4.1 | 7.3  | .561 | 0.1 | 0.3 | .176 | 2.9 | 3.6 | .799 | 0.5 | 2.2 | 2.7 | 6.9 | 0.9 | 0.2 | 2.2 | 2.8 | 11.2 |
| 5  | Jim Spanarkel      | 23   | 82 |    | 28.3 | 4.9 | 10.6 | .467 | 0.0 | 0.1 | .100 | 4.6 | 5.2 | .887 | 1.7 | 1.9 | 3.6 | 2.8 | 1.4 | 0.2 | 2.1 | 2.8 | 14.4 |
| 6  | Richard Washington | 25   | 11 |    | 27.9 | 4.6 | 10.6 | .436 | 0.0 | 0.0 |      | 1.5 | 2.1 | .739 | 2.3 | 5.4 | 7.6 | 1.5 | 0.5 | 0.6 | 1.9 | 3.4 | 10.8 |
| 7  | Bill Robinzine     | 28   | 70 |    | 27.6 | 5.4 | 11.3 | .476 | 0.0 | 0.1 | .167 | 3.0 | 3.9 | .780 | 2.3 | 5.1 | 7.4 | 1.6 | 1.0 | 0.1 | 2.5 | 3.7 | 13.9 |
| 8  | Ollie Mack         | 23   | 62 |    | 26.9 | 4.5 | 9.7  | .463 | 0.0 | 0.1 | .000 | 1.3 | 2.0 | .642 | 1.5 | 2.2 | 3.7 | 2.6 | 0.9 | 0.1 | 1.1 | 1.8 | 10.2 |
| 9  | Marty Byrnes       | 24   | 72 |    | 18.9 | 3.0 | 6.3  | .479 | 0.1 | 0.3 | .450 | 1.7 | 2.2 | .764 | 1.0 | 1.4 | 2.5 | 1.6 | 0.4 | 0.2 | 0.8 | 1.8 | 7.8  |
| 10 | Terry Duerod       | 24   | 18 |    | 18.7 | 4.1 | 8.9  | .460 | 0.1 | 0.3 | .333 | 1.0 | 1.5 | .667 | 0.8 | 1.3 | 2.2 | 1.7 | 0.7 | 0.2 | 1.4 | 1.1 | 9.3  |
| 11 | Winford Boynes     | 23   | 44 |    | 17.2 | 2.8 | 7.1  | .387 | 0.0 | 0.0 |      | 1.0 | 1.3 | .818 | 0.5 | 1.2 | 1.7 | 0.8 | 0.5 | 0.4 | 1.6 | 1.8 | 6.5  |
| 12 | Jerome Whitehead   | 24   | 7  |    | 16.9 | 2.3 | 5.4  | .421 | 0.0 | 0.0 |      | 0.7 | 1.6 | .455 | 1.1 | 2.9 | 4.0 | 0.3 | 0.6 | 0.1 | 1.6 | 2.3 | 5.3  |
| 13 | Abdul Jeelani      | 26   | 66 |    | 16.8 | 2.8 | 6.7  | .425 | 0.0 | 0.0 | .000 | 2.7 | 3.3 | .814 | 1.3 | 2.2 | 3.5 | 1.0 | 0.7 | 0.5 | 1.3 | 1.9 | 8.4  |
| 14 | Joe Hassett        | 25   | 17 |    | 16.5 | 3.5 | 8.4  | .415 | 0.6 | 2.4 | .250 | 0.6 | 0.8 | .769 | 0.6 | 0.8 | 1.5 | 1.1 | 0.3 | 0.0 | 0.6 | 1.2 | 8.1  |
| 15 | Darrell Allums     | 22   | 22 |    | 12.5 | 1.0 | 3.0  | .343 | 0.0 | 0.0 | .000 | 0.6 | 1.0 | .591 | 0.9 | 2.1 | 3.0 | 1.1 | 0.2 | 0.4 | 1.0 | 2.3 | 2.7  |
| 16 | Clarence Kea       | 21   | 16 |    | 12.4 | 2.3 | 5.1  | .457 | 0.0 | 0.1 | .000 | 2.7 | 3.9 | .694 | 1.8 | 2.4 | 4.2 | 0.3 | 0.4 | 0.1 | 1.0 | 2.8 | 7.3  |
| 17 | Stan Pietkiewicz   | 24   | 36 |    | 12.0 | 1.5 | 3.7  | .414 | 0.5 | 1.3 | .396 | 0.3 | 0.4 | .786 | 0.4 | 0.8 | 1.1 | 2.1 | 0.4 | 0.1 | 0.5 | 0.7 | 3.9  |
| 18 | Ralph Drollinger   | 26   | 6  |    | 11.2 | 1.2 | 2.3  | .500 | 0.0 | 0.0 |      | 0.2 | 0.7 | .250 | 0.8 | 2.3 | 3.2 | 2.3 | 0.2 | 0.3 | 2.2 | 2.7 | 2.5  |
| 19 | Austin Carr        | 32   | 8  |    | 9.6  | 0.9 | 3.5  | .250 | 0.0 | 0.0 |      | 0.3 | 0.5 | .500 | 0.5 | 0.6 | 1.1 | 1.1 | 0.1 | 0.0 | 1.1 | 1.3 | 2.0  |
| 20 | Chad Kinch         | 22   | 12 |    | 8.8  | 1.2 | 3.8  | .311 | 0.0 | 0.0 |      | 0.8 | 1.1 | .769 | 0.0 | 0.8 | 0.8 | 0.8 | 0.2 | 0.1 | 0.7 | 0.8 | 3.2  |
| 21 | Monti Davis        | 22   | 1  |    | 8.0  | 0.0 | 4.0  | .000 | 0.0 | 0.0 |      | 1.0 | 5.0 | .200 | 2.0 | 1.0 | 3.0 | 0.0 | 0.0 | 1.0 | 0.0 | 0.0 | 1.0  |